# سیارک ۱۰۴۴۸
سیارک ۱۰۴۴۸ (به انگلیسی: 10448 Schawlow، نامگذاری:4314T-3) ده هزار و چهارصد و چهل و هشتمین سیارک کشف شده‌است که در ۱۶ اکتبر ۱۹۷۷ کشف شد.
قدر مطلق سیارک برابر ۱۳٫۱۰ است.